# Keetia gueinzii
Keetia gueinzii là một loài thực vật có hoa trong họ Thiến thảo. Loài này được (Sond.) Bridson mô tả khoa học đầu tiên năm 1986.